# 정개 (태봉)
정개(政開)는 태봉의 국왕 궁예의 마지막 연호이다. 915년부터 918년까지 사용되었다. 정개 5년(918), 왕조가 고려 태조에게 멸망당하였다.

## 연대대조표
| 정개                | 원년       | 2년        | 3년        | 4년        | 5년        |
| 서력                | 914년      | 915년      | 916년      | 917년      | 918년      |
| 육십간지 (六十干支) | 갑술(甲戌) | 을해(乙亥) | 병자(丙子) | 정축(丁丑) | 무인(戊寅) |

## 같이 보기
- 한국의 연호

| 이전 연호 수덕만세(水德萬歲) | 한국의 연호 태봉(泰封) | 다음 연호 천수(天授) (고려 태조) |